# When Broken Is Easily Fixed
| Оценки критиков | Оценки критиков |
| Источник        | Оценка          |
| --------------- | --------------- |
| AllMusic        | [ 1 ]           |
| Exclaim!        | No rating       |
| Metal Hammer    | 6/7             |

When Broken Is Easily Fixed (с англ. — «Когда сломанное легко починить») — дебютный студийный альбом пост-хардкор группы Silverstein. Альбом был выпущен 20 мая 2003 года с лейбла Victory. Альбом продался за всё время в количестве более 200,000 тысяч копий.

## Запись
До этого группа выпустила 2 EP, а именно Summer’s Stellar Gaze 27 августа 2000 года и When The Shadows Beam 26 апреля 2002 года. Альбом был записан в период с января по февраль 2003 года с продюсером Джастином Купом. Треки с When The Shadow Beam, такие как «Red Light Pledge», «Wish I Could Forget You», «Bleeds No More» и «Last Days Of Summer» были перезаписаны и выпущены уже в этот альбом. А с Summer’s Stellar Gaze были выпущены «Forever and A Day» и «Friends In Fall River» как бонус-треки к переизданию альбома. Как говорит Шейн Тольд, во время записи от начала до конца он был в студии один. Альбом записывался в целом по 10 часов в день и было это достаточно утомительно.

## Выпуск
3 апреля 2003 года альбом был анонсирован и наряду с анонсом вышла песня «Smashed Into Pieces» в интернете и «Giving Up» 5 апреля 2003 года. В апреле и мае 2003 года группа гастролировала по Среднему Западу и южным штатам США с Choke и Self Made Man.When Broken Is Easily Fixed был выпущен 20 мая 2003 года с лейбла Victory Records. В октябре группа отправилась в короткий тур с the Fullbast, за которым последовало несколько концертов с Rise Against. В январе 2004 года группа поддержала Spitalfield в их турне по США в качестве хедлайнера. В феврале 2004 года группа отправилась в турне с A. K. A. s. После этого группа гастролировала с Strike Anywhere и Fifth Hour Hero в их турне по США, которое продолжалось до марта 2004 года. В мае и июне 2004 года группа отправилась в турне с Alexisonfire, Emery, the Higher и Hawthorne Heights. Альбом был переиздан 14 сентября 2004 года с DVD и двумя бонус-треками «Friends In Fall River» и «Forever and A Day».
С альбома были выпущены 2 клипа на песни «Smashed Into Pieces» и «Giving Up» В «Smashed into Pieces» вся группа была одета в черные брюки и белые рубашки с красными галстуками. Однако вокалист Шейн Тольд одет наоборот — в красную рубашку с белым галстуком. Видео начинается с показа полностью белой комнаты с инструментами, установленными по всей комнате. Песня начинает играть, когда участники группы входят задним ходом, берут свои инструменты и начинают играть песню задом наперед. В последнюю минуту песни масло брызгает на участников группы, но они продолжают играть, пока вся сцена не покрыта маслом. Однако вскоре масло отлетает, и они продолжают играть песню. Когда песня заканчивается, музыканты выходят задним ходом.
Клип на песню «Giving Up» повествует о человеке с депрессией, который вспоминает времена проведенные с бывшей девушкой. Эти сцены смешаны с кадрами игры группы, которые в основном сняты с помощью объектива рыбий глаз.
«Smashed into Pieces» был перезаписан группой в 2013 году и выпущен 20 мая в ознаменование десятилетней годовщины альбома.
В 2018 году был объявлен тур в честь 15-летие альбома. Во время туров с группой также участвовали такие коллективы, как Hawthrone Heights, As Cities Burn и Сapstan. Он начался 9 ноября в Детройте и закончился 15 декабря в Торонто.

## Об альбоме
Одна из популярных песен группы — Bleeds No More о давней подруге Шейна Тольда, которая сказала ему "Ты худшее что случалось со мной!". Группа также была одержима романом Чака Паланика "Бойцовский клуб", а также версией фильма. Они боялись просто попробовать реплику, произнесенную несравненной Хеленой Бонэм Картер, чтобы не взорваться и не попасть под суд. November группа почти не исполняла. Также эта песня об отношениях, где Шейн сравнивает осень как постепенное приближение к зиме и завершенности. На одноименном треке участвует вокалист Кайл Бишоп из Grade.

## Трек-лист
| №                   | Название                      | Текст песни         | Музыка                     | Длительность |
| ------------------- | ----------------------------- | ------------------- | -------------------------- | ------------ |
| 1.                  | «Smashed into Pieces»         | Shane Told          | Told                       | 3:44         |
| 2.                  | «Red Light Pledge»            | Told                | Told                       | 3:51         |
| 3.                  | «Giving Up»                   | Told                | Told                       | 4:12         |
| 4.                  | «November»                    | Josh Bradford, Told | Neil Boshart               | 4:15         |
| 5.                  | «Last Days of Summer»         | Told                | Boshart                    | 4:30         |
| 6.                  | «Bleeds No More»              | Told                | Told                       | 3:16         |
| 7.                  | «Hear Me Out»                 | Told                | Bradford, Boshart, Told    | 3:50         |
| 8.                  | «The Weak and the Wounded»    | Told                | Boshart                    | 3:15         |
| 9.                  | «Wish I Could Forget You»     | Paul Koehler, Told  | Richard McWalter, Bradford | 3:26         |
| 10.                 | «When Broken Is Easily Fixed» | Told, Bradford      | Bradford, Boshart          | 4:20         |
| Общая длительность: | Общая длительность:           | Общая длительность: | Общая длительность:        | 37:19        |

## Участники записи
- Шейн Тольд — вокал, дополнительные гитары
- Пол Кёлер — барабаны
- Нил Бошарт — ритм гитара
- Джош Брэдфорд — соло-гитара
- Билл Хэмилтон — бас-гитара